# Memecylon bequaertii
Memecylon bequaertii là một loài thực vật thuộc họ Melastomataceae. Loài này có ở Cộng hòa Dân chủ Congo và Uganda.